# Tiv (peuple)
 (septembre 2012).
Pour les articles homonymes, voir Tiv.
Les Tiv sont un peuple d'Afrique de l'Ouest. Ils constituent environ 2,5 % de la population totale du Nigeria, et un nombre total de 2,2 millions d'individus[réf. nécessaire] dans l'ensemble du Nigeria et du Cameroun. Les terres traditionnelles des Tiv se trouvent dans les États de Benue, de Taraba et de Nassarawa dans la partie orientale du Nigeria. Les Tiv sont chrétiens et animistes.
La plupart des Tivs accordent de l'importance à la généalogie. La descendance généalogique se fait par rapport au père. L'ancêtre commun de tous les Tivs serait un individu, portant lui-même le nom de Tiv. L'ancêtre Tiv, a eu deux fils- Con chongo et Ipusu), qui ont créé deux ascendances Tivs, MbaChongo pour Con Chongo et MbaPusu pour Ipusu, dans lesquelles se reconnaissent tous les Tivs. Les MbaChongo et les MbaPusu se divisent ensuite en grandes branches, qui elles-mêmes sont divisées en plus petites. La plus petite branche, qui est le   
plus petit lignage est appelé "ipaven". Les membres d'un ipaven ont tendance à vivre ensemble. Une communauté issue d'un ipaven vivant ensemble est appelée « Tar ». Cette forme d'organisation sociale, appelée en anglais "segmentary lineage" ("Lignage segmenté"?), se rencontre un peu partout dans le monde. Cependant cela a été très étudié dans les sociétés africaines traditionnelles (Middleton et Tait 1958). Les Tiv sont l'exemple le plus connu d'Afrique de l'Ouest, grâce aux travaux ethnologiques de Laura Bohannan (1952) et de Paul et Laura Bohannan (1953). En Afrique de l'est l'exemple le plus connu de "segmentary lineage" est celui des Nuer, étudié en 1940 par Evans-Pritchard.
Les Tivs sont considérés comme un peuple bantou.
La diaspora Tiv se trouve dans plusieurs endroits du globe, comme aux États-Unis et au Royaume-Uni. Dans ces pays, ils possèdent des associations comme le MUTA où les membres peuvent s'assembler et discuter des enjeux concernant leur peuple à travers le monde, et particulièrement au Nigeria.

## Ethnonymie
Selon les sources, on observe de multiples variantes : Mba-tivi, Mbitse, Michi, Mici, Mitshi, Mounchi, Munchi, Munshi, Munsi, 
Teve, Tivi, Tivs, Tiwi.

## Langue
Leur langue est le tiv, une langue bénoué-congolaise dont le nombre de locuteurs était estimé à 2 210 000 au Nigeria en 1991.

## Culture

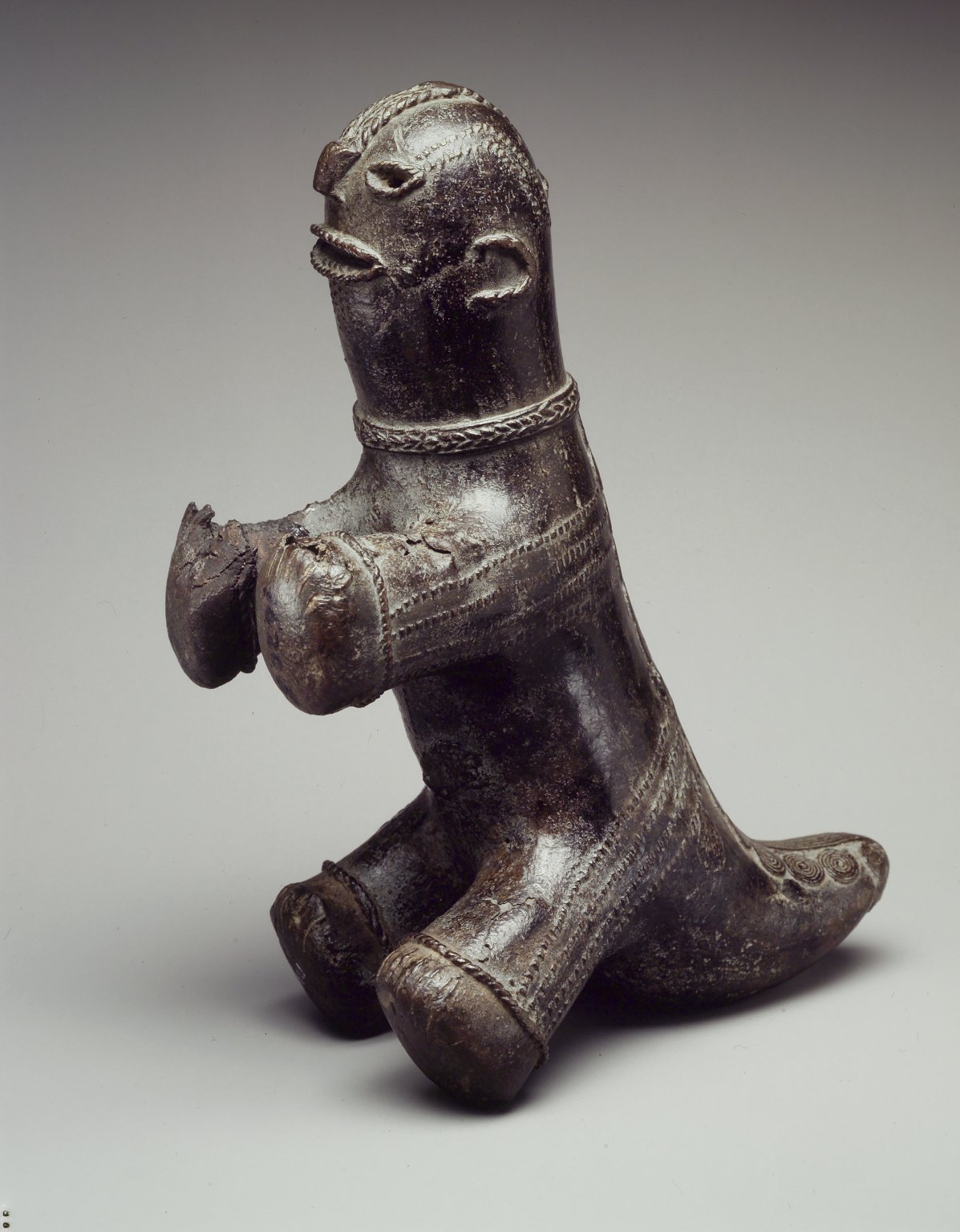
Quadrupède en laiton moulé
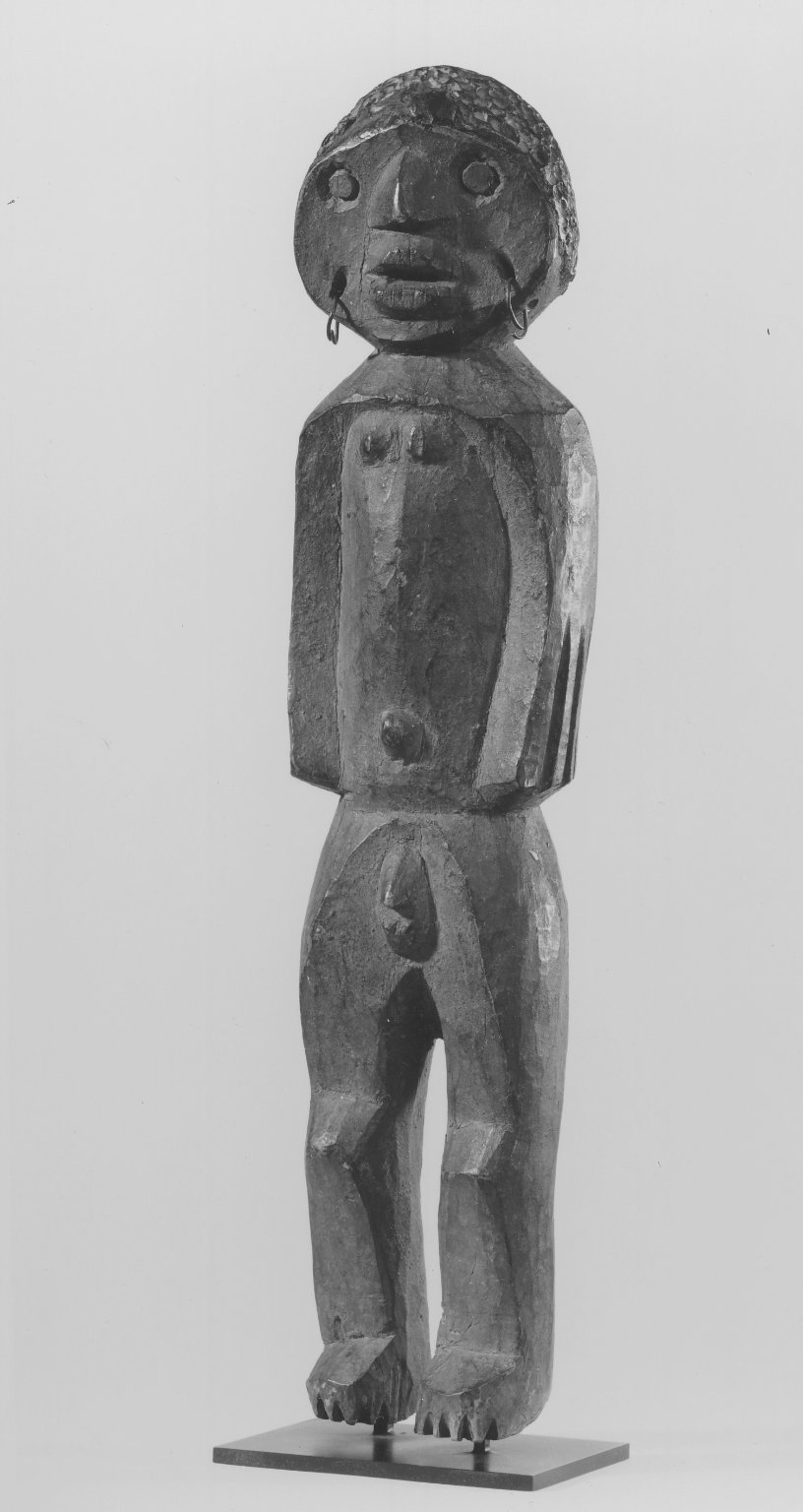
Statue en bois, métal et résine
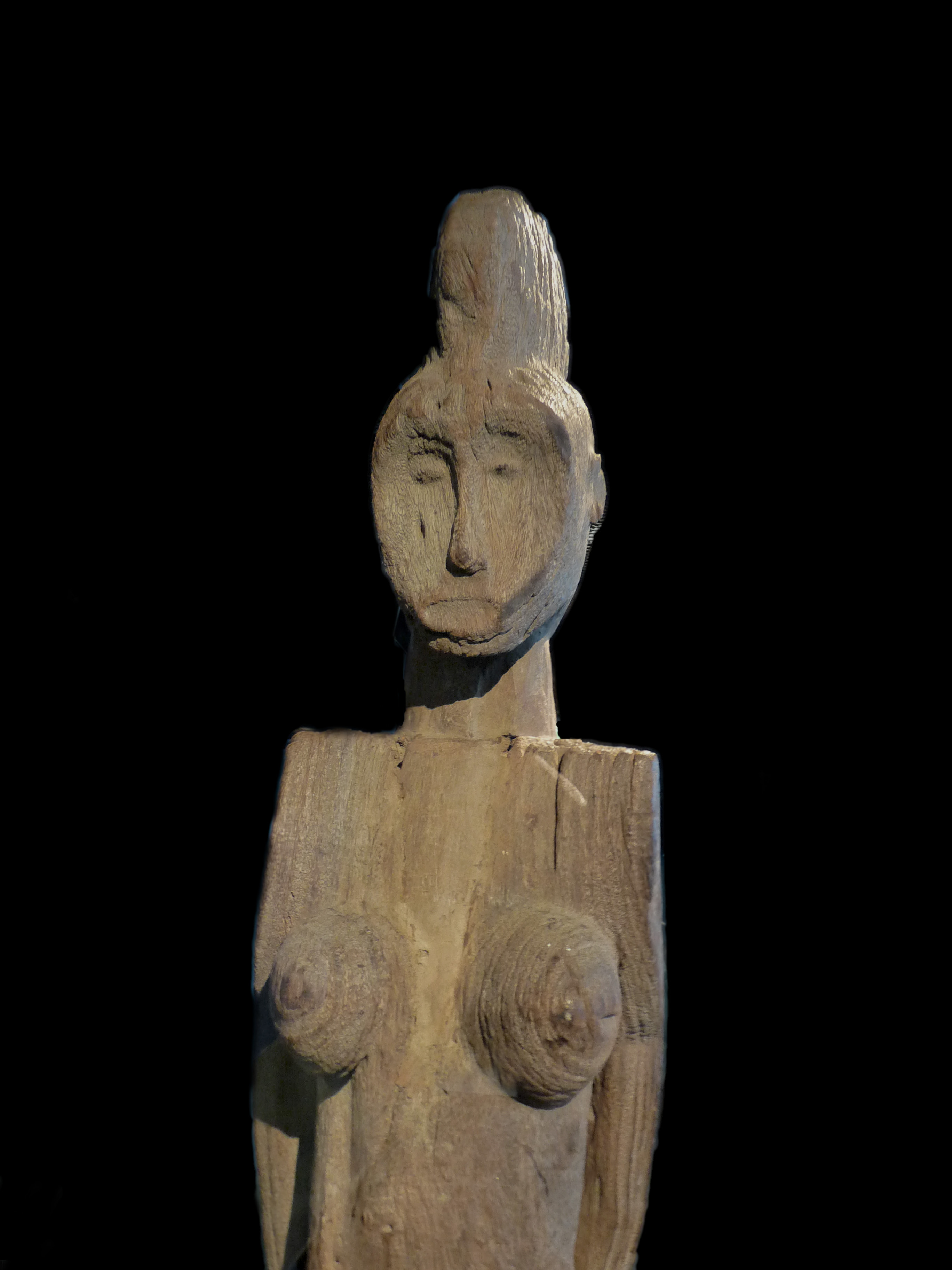
Sculpture féminine (ihambe)
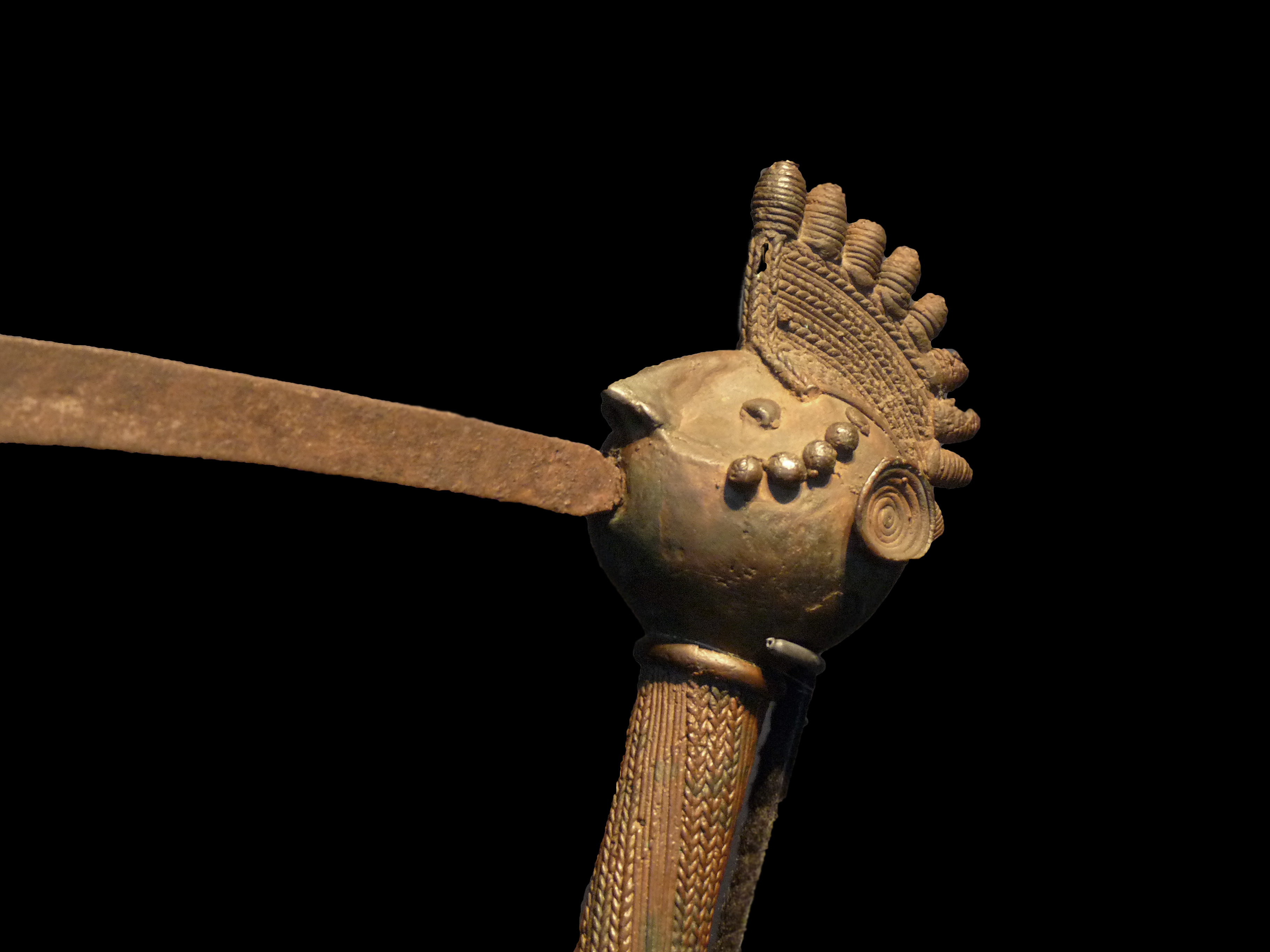
Hache figurative (détail)
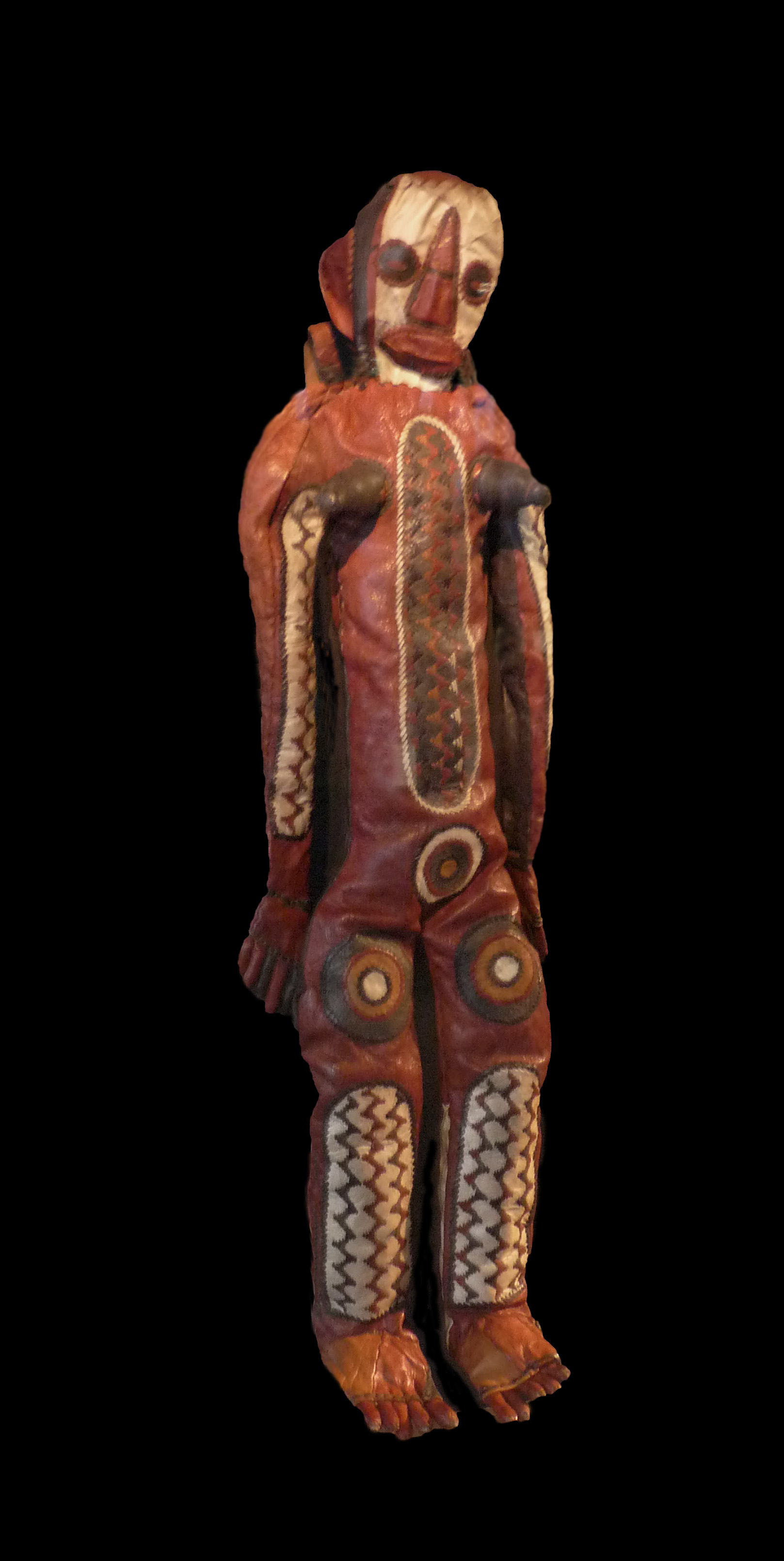
Figure marionnette (cuir et pigment)

- tsav et mbatsav (société des sorciers)[7]
- monnaie de prestige : tige de laiton
- Akiga Sai (en) (1898-1955)